# Nigel Dawes
Nigel Alexander Dawes (Winnipeg, 9 febbraio 1985) è un hockeista su ghiaccio canadese naturalizzato kazako.

## Carriera
La sua carriera è iniziata in Canada con i Winnipeg Warriors nella stagione 2000-2001. Per tre stagioni ha militato con i Kootenay Ice in WHL prima di approdare, nel 2003, in AHL con gli Hartford Wolf Pack. Nella stagione 2006-2007 ha giocato per la prima volta in NHL con i New York Rangers. Dopo altre due stagioni agli Hartford Wolf Pack, ha militato di nuovo nei New York Rangers tra il 2007 ed il 2009.
Nella stagione 2008-2009, sempre in NHL, ha giocato con i Phoenix Coyotes. Negli anni successivi ha vestito, tra NHL e AHL, le casacche di Calgary Flames (2009-2010), Atlanta Thrashers (2010-2011), Chicago Wolves (2010-2011), Hamilton Bulldogs (2010-2011) e Montreal Canadiens (2010-2011).
Dalla stagione 2011-2012 fa parte della rosa del Barys Astana in KHL.
In ambito internazionale ha vestito la maglia della rappresentativa giovanile canadese, con cui ha conquistato una medaglia d'oro (2005) e una medaglia d'argento (2004) ai mondiali giovanili.
Nel 2016 ha ottenuto la possibilità di rappresentare il Kazakistan ai campionati mondiali svoltisi in Russia.